# Silnice II/411
Silnice II/411 je silnice II. třídy v trase: odpojení od silnice I/38 a II/152 (u Moravských Budějovic) – Krnčice – Nové Syrovice – Spetice – Dešov – Malý Dešov – Vysočany – Korolupy – Uherčice (napojení na silnici II/409).
V Dešově se kříží se silnicí II/408.
V roce 2022 proběhla rekonstrukce mezi Kojaticemi a křižovatkou silnice II/411, v roce 2024 proběhla rekonstrukce průtahu Krnčicemi.

## Vodstvo na trase
Na okraji Krnčic vede přes Jevišovku, v Nových Syrovicích přes Syrovický potok, u Zblovic přes Želetavku a u Korolup a Uherčic přes Blatnici.